# Химн на Германия
„Песента на немците“ (на немски: Das Lied der Deutschen) или „Немската песен“ (Das Deutschlandlied) е песен по текст на Аугуст Хайнрих Хофман фон Фалерслебен и музика на Йозеф Хайдн. Тя е химн на съвременната Федерална република Германия, но първите 2 куплета не се изпълняват.
Написана през 1841 г. в средите на немското национално-обединително движение, песента е била многократно повод за коментари, а отношението към нея се е променяло в зависимост от историческата епоха. Една от причините за това е известната и интерпретирана по различен начин първа строфа: „Германия, Германия над всичко“.

## Авторство
Текстът е написан на 26 август 1841 на остров Хелголанд (тогава британски) и е издаден на 4 септември същата година от Юлиус Кампе в Хамбург. Към изданието е прикрепена мелодията на Императорския химн, композирана през 1797 г. от Хайдн по поръчка на австрийското правителство и използвана още в неговия струнен квартет оп. 76, № 3 (Kaiserquartett). За Хофман „Песента на немците“ е личното му романтично откровение към родината. През 40-те години на 19 век той е активен участник в радикално-демократичното движение на така неречните „Свободомислещи“ (Freisinnige), борещи се за повече граждански права и преодоляване на разделението на Германия на множество малки държави, управлявани от консервативни аристократи. „Песента на немците“ възниква заедно със стихосбирката му „Неполитически песни“ (Unpolitische Lieder), която противно на заглавието си е всъщност политическа изява на възгледите на поета. Заради творбите си Хофман губи през 1842 професорско място във Вроцлав. През следващите години той е гонен повече от тридесет пъти от някоя от многото малки германски държави и викан многократно на разпит в полицията.

## Текст
Хофман замисля творбата си от самото начало като песен. За да бъде подходяща за изпълнение след почерпка, той дори ѝ съчинява алтернативен край: „… Stoßet an und ruft einstimmig: Hoch das deutsche Vaterland.“ („… Чукнете се и викнете на един глас: да живее немската родина.“) Изразът „над всичко“ от първата строфа е вдъхновен от песните на трубадура Пиер Видал. За Видал „над всичко“ е стоял френският прованс. Като патриотичен апел фразата „Германия над всичко“ започва да се употребява през 17 век. Други идеи Хофман заимства вероятно от „Немската песен“ на Валтер фон дер Фогелвайде, в която се пее за немски обичаи и образование от Райн до Елба и до границата с Унгария. В „Немската песен“ от 1841 Хофман възхвалява национално движение на немците между Маас и Мемел, и между Еч и Белт. Това е описание на територии, които по това време са част от Германския съюз или Източна Прусия. Със стиховете авторът не призовава да се подкрепя някаква експанзионистична политика. Точно този текст обаче прави след 1945 първия куплет неподходящ за химн на Федералната република.

## Критика
Песента често е критикувана отрицателно заради своята основно националистическа тема, заради географското представяне на Германия в първия куплет и заради донякъде шовинистичното мъжко отношение във втория куплет . Основният негативизъм идва от това, че химнът е използван и от нацистите 100 години след своето написване.
За разлика от националния химн на други страни, този на Германия няма голямо отношение към войната и поради това той продължава да се използва и до днес. Дори в началото е смятан за пиянска песен, защото във втория куплет се пее за немското вино и жени.
Въпреки всичко, началните думи на текста припомнят на много хора хитлеристкия период, което не е в първоначалните предвиждания на Хофман. Той твърди, че с това се има предвид, че немското военно дело трябва да е „над всички останали в света“. Във времето на Хофман Германия не е била обединена, а представлявала пръснати държави и под „света“ той има предвид тези държави, над които Германия трябва да бъде. Хофман, както и повечето хора от неговото време, мечтае Германия отново да се обедини, което става реалност през 1871, когато се прокламира Германската империя.

## Текст
| На немски Ersten Vers: Deutschland, Deutschland über alles, Über alles in der Welt, Wenn es stets zum Schutz und Trutze Brüderlich zusammenhält, Von der Maas bis an die Memel, Von der Etsch bis an den Belt Deutschland, Deutschland über alles, Über alles in der Welt! Zweiten Vers: Deutsche Frauen, deutsche Treue, Deutscher Wein und deutscher Sang Sollen in der Welt behalten Ihren alten schönen Klang, Uns zu edler Tat begeistern Unser ganzes Leben lang Deutsche Frauen, deutsche Treue, Deutscher Wein und deutscher Sang! Dritte Vers: Einigkeit und Recht und Freiheit Für das deutsche Vaterland! Danach laßt uns alle streben Brüderlich mit Herz und Hand! Einigkeit und Recht und Freiheit Sind des Glückes Unterpfand Blüh im Glanze dieses Glückes, Blühe, deutsches Vaterland! | На български Първи куплет: Германия, Германия над всичко, над всичко в света, когато постоянно в защита и съпротива братски заедно застава, от Маас до Мемел, от Еч до Белт Германия, Германия над всичко, над всичко в света! Втори куплет: Немски жени, немска преданост, немско вино, немска песен, трябва да запазят в света своята стара, красива звучност и да ни вдъхновяват за благородни дела през целия ни живот немски жени, немска преданост, немско вино, немска песен! Трети куплет: Единство, справедливост и свобода за немското отечество! За тях нека се стремим братски със сърце и ръка! Единство, справедливост и свобода са залогът на щастието цъфти в блясъка на това щастие, цъфти, немско отечество. |